# Tir (déu)

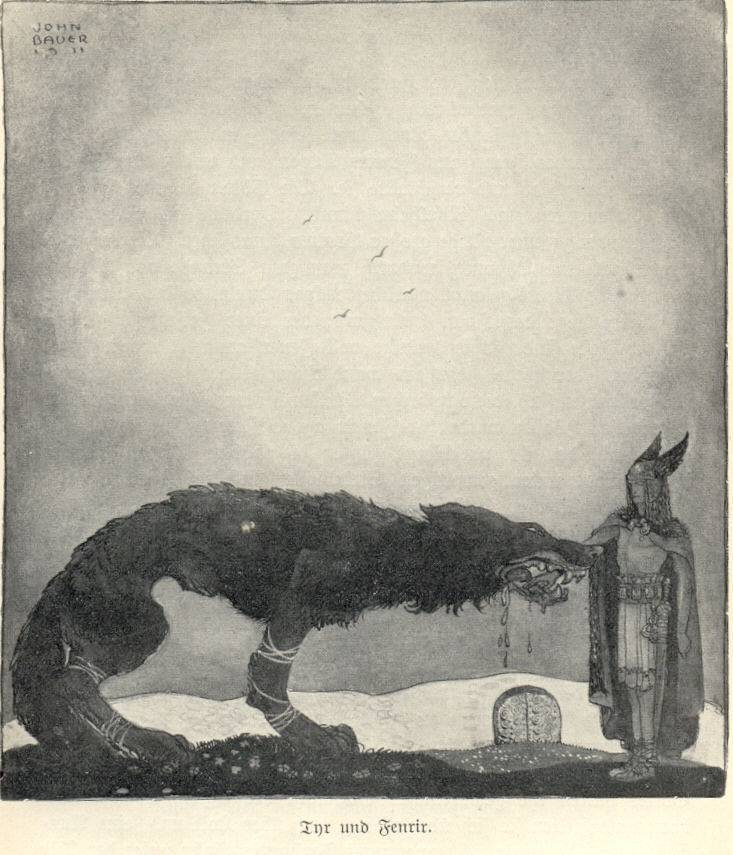
Imatge que representa el moment en què Týr sacrifica la seva mà.

Tir (en norrè Týr) és el déu dels duels i de la glòria dels herois, en la mitologia germànica i en la mitologia escandinava. Se'l representa amb una sola mà, ja que l'altra li fou arrencada pel llop Fenris quan els déus el van lligar. Týr és la forma nòrdica del nom. Les formes de les altres llengües germàniques són: en anglès antic és Tīw, en alemany antic és Zîu o Cyo, totes aquestes paraules procedeixen d'una forma del germànic comú que es reconstrueix com a *Tīwaz. La llatinització del nom va donar els termes Tius o Tio. El mot no és atestat en gòtic, llengua en la qual el nom d'aquest déu podria haver sonat * Teiws. La forma Thingsus (en realitat, Thincsus), és un epítet del déu que el presenta com a déu tutelar del *þiŋgan, l'assemblea legislativa i judicial germànica.

## Llegendes
Tir era en el seu origen una paraula que volia dir «déu», com es pot veure per exemple, en la paraula Hangatyr, que vol dir literalment «el déu els penjats» i era emprat com un dels noms d'Odin, el qual probablement va esdevenir independent derivat del sobrenom «déu de la justícia». L'escriptor romà Tàcit confirma aquesta teoria afirmant en el seu llibre Germania que antigament era considerat el pare dels déus i el cap del panteó. Alguns autors l'han equiparat, per tant, amb el déu romà Júpiter o amb el grec Zeus, també invocats com a déus de la justícia, el nom dels quals també procedeix d'una paraula que, en el seu origen indoeuropeu dʰéh₁s volia dir «déu», de l'arrel dhēs- amb els significats «allò que és sagrat» o «allò que és lluent». En la majoria de llegendes que han arribat als nostres dies, Tir apareix, però, com el quart fill d'Odin, germà de Tor, Baldre i Hod. De fet Odin i Tir compartien la funció de ser protector dels guerrers.
La llegenda més famosa és la narrada en l'Edda prosaica i en l'Edda poètica: un dia els déus van decidir encadenar el gos llop Fenri, però aquesta bèstia gegant trencava cada cadena que li posaven. Al final van encomanar els nans, que eren els millors forjadors i coneixien els materials més resistents, una cadena irrompible, i en van fer una que van anomenar Gleipnir. Aparentava ser una cinta de seda però estava forjada amb sis components màgics: el so d'una petjada de gat, la barba d'una dona, les arrels d'una muntanya, els nervis d'un os, l'alè d'un peix i la saliva d'un ocell. Es deia que la creació de la Gleipnir era el motiu pel qual no existia res a sota. Els déus, perquè el llop es deixés lligar, li van dir que només volien provar la resistència d'aquella cadena i que després el deslligarien, però ell, que malfiava, va acceptar ser lligat si a canvi i com a prova que no el trairien, un d'ells ficava la mà dins la seva boca.

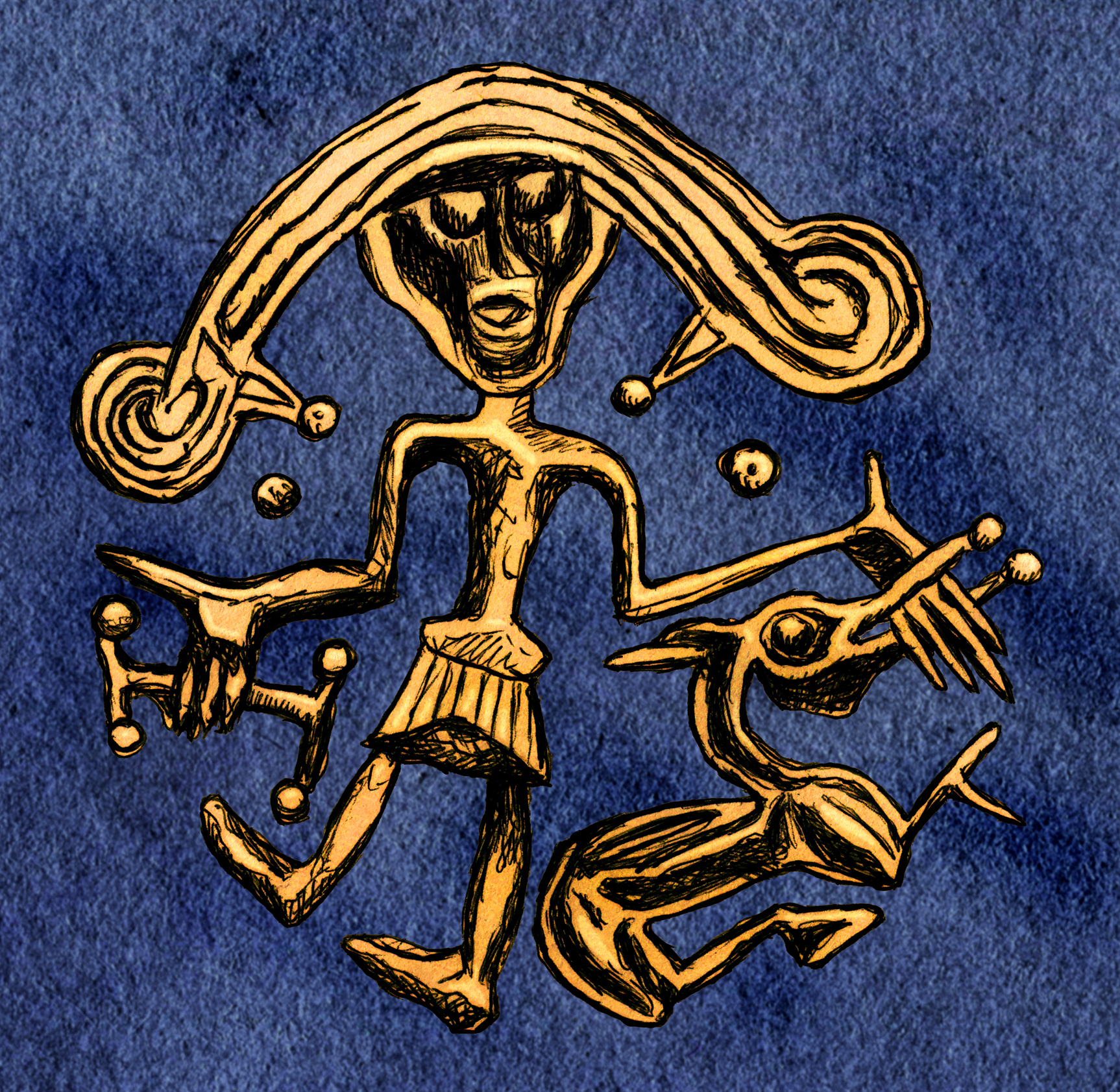
Imatge del braçalet de Trollhättan.

Tir, conegut pel seu gran coratge i força de voluntat, s'hi va oferir i els altres déus van lligar el gos llop. Quan Fenri va estar lligat va provar de trencar la cadena, però no va poder i enrabiat va mossegar la mà dreta de Tir. Tots els déus estaven eufòrics en veure que la cadena era tant resistent com els havien promès, llevat de Tir. Fenri romandria lligat fins al dia del Ragnaroc, el darrer dia del món. Des d'aquell dia a Tir l'anomenaven "L'enaltidor del llop"; expressió metafòrica que cal entendre com «el qui va obtenir la glòria pel llop». La profecia diu que durant la batalla del Ragnaroc, Fenri només mossegarà i s'engolirà Odin.
Segons la versió en prosa, durant el Ragnaroc, Tir estarà destinat a matar i ser mort per Garm, el gos guardià de l'infern, Helheim. Tanmateix, en les dues versions poètiques del Ragnaroc, no surt el nom de Tir, sinó que cal sobreentendre que es tracta d'ell quan empren l'expressió "El Poderós".
En un altre poema, el Lokasenna, Loki se'n burla d'ell tractant-lo de "banyut", cosa que indica que Tir era un déu casat, tot i que no es coneix el nom de la seva consort.
En el Hymiskviða, es diu que Tir és "el fill d'Hymir", un gegant, però no es diu res sobre la seva mare, la qual és descrita en termes que fan entendre que era una deessa. Aquest mite equipara Tir amb Tor i fan una comparació entre la força de cadascun aprofitant el moment en què aixeca la marmita on Hymir preparava la cervesa. Tor posa a prova la seva força però només un el fill de Tor, Magni, i Tir són els únics que poden fer-ho.

## Culte

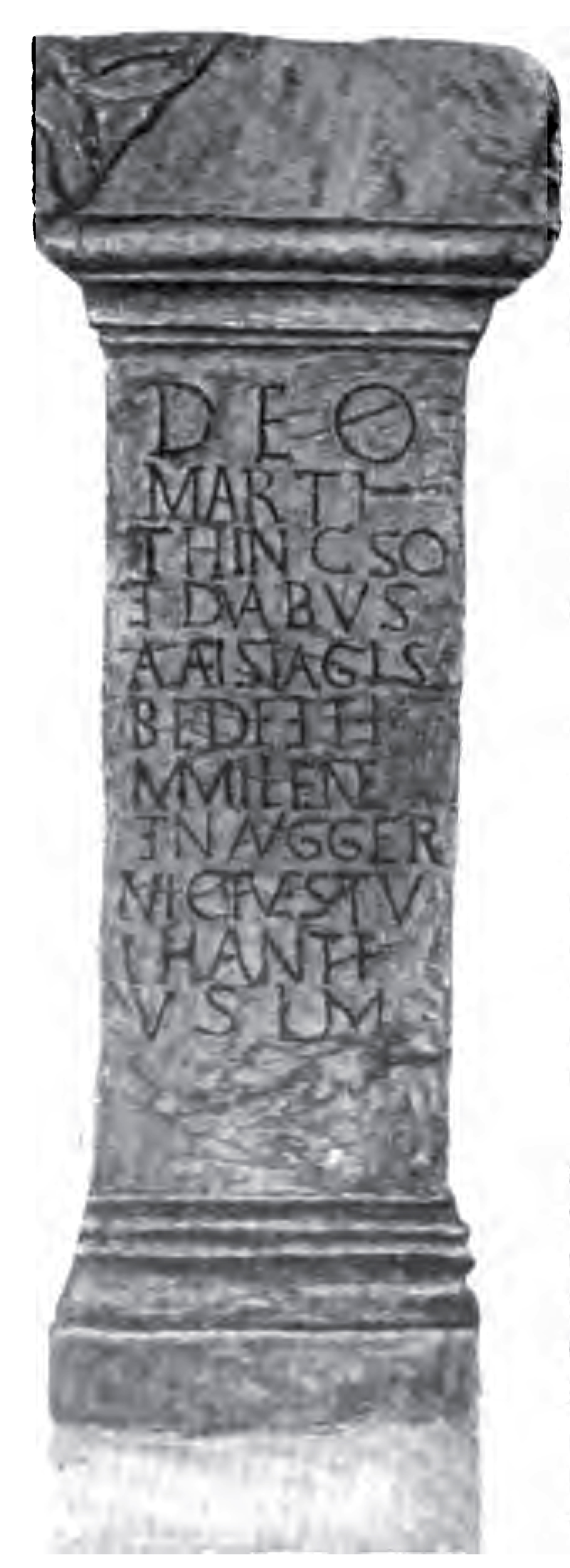
Altar dedicat a Mars Thingsus, una interpretació romana de Tir, que vol dir «Mart invocat per la tribu», ja que thing era l'assemblea tribal.

Tir era un déu guerrer i com a tal, se li retia culte amb aiguamel, carn i sang obtinguda d'un sacrifici humà, un enemic capturat en batalla. Si un guerrer marcava el símbol (runa) de Tîwaz en la seva arma, l'estava invocant i el déu li conferia fortalesa per aconseguir decantar el final d'una batalla al seu favor. Això feia de l'arma un objecte sagrat que el guerrer no podia perdre ni deixar abandonat en el camp de batalla, fos quin fos el resultat. Quan els germànics van entrar en contacte amb la cultura romana, Tiw va ser equiparat a Mart mitjançant la interpretatio romana.
Les proves del seu culte es poden trobar en inscripcions antigues a tota l'àrea de les llengües germàniques. En uns versos del Poema de la Creació de Wessobrunn s'esmenta els Alamanni Cyowari («adoradors de Cyo») i que la seva capital era Augsburg Ciesburc, l'actual Augsburg.
En l'Excerptum ex Gallica Historia d'Ursberg, escrita vers el 1135 recull la tradició oral segons la qual la deessa Zisa era la patrona d'Augsburg. Segons aquest relat, Cisaria hauria estat fundada per tribus procedents de Suàbia a petició dels romans per fer d'estat fronterer que els defensés d'incursions de poble enemics. Aquesta Zisa seria la consort de Ziu, és a dir, Tir.
A partir de les migracions germàniques cap a l'oest i el nord-oest, el culte a Tir va perdre força així com el culte d'Odin es va fer més popular. La paraula, però s'ha conservat en molts topònims, territoris o ciutats que es construïen invocant la protecció de Tir, per exemple: Tylö (Suècia), Tirol (Àustria), Tyrsted (Dinamarca), Tysnes (Noruega), Tuesley (Anglaterra). També el nom d'aquest déu es pot trobar formant part de la paraula en anglès per dir dimarts, Tuesday, una altra manera de venerar-lo.

## Imatges i símbols

La runa que simbolitza Týr.

La imatge més antiga que representa Týr es va trobar en un braçalet anomenat IK 190 que estava en un indret a prop de Trollhättan, Suècia. El déu està representat en forma humana amb cabells llargs i sosté un ceptre en una mà mentre un gos li vol mossegar la mà.
En el Sigrdrífumál es parla sobre els símbols escrits, la màgia de les runes, i diu que esmentar dues vegades el nom de Týr i marcar l'espasa amb les "runes de la victòria" tenen resultats efectius.
La runa que simbolitza Týr, anomenada "runa t" o Tîwaz, és semblant a una fletxa que apunta cap a dalt. La mateixa runa es va fer servir per representar Mart. En l'alfabet gòtic la lletra tyz deriva del seu nom, com així es pot veure el  Codex Vindobonensis 795, escrit al segle ix.